# Großsteingräber bei Benzin (Wedendorfersee)
Die Großsteingräber bei Benzin waren drei megalithische Grabanlagen der jungsteinzeitlichen Trichterbecherkultur bei Benzin, einem Ortsteil von Wedendorfersee im Landkreis Nordwestmecklenburg (Mecklenburg-Vorpommern). Die Gräber wurden 1804 durch Friedrich Wilhelm Zinck in einer Aquarell-Zeichnung festgehalten, zwei Gräber wurden von ihm 1806 untersucht. Später wurden die Anlagen vollständig zerstört.

## Lage
Die genaue Lage der Gräber ist nicht überliefert. Die nächsten erhaltenen Gräber sind das knapp 2 km südlich von Benzin gelegene Großsteingrab Neu Benzin und die weitere 800 m südlich gelegenen Großsteingräber bei Klein Hundorf.

## Beschreibung

### Grab 1
Grab 1 besaß eine Grabkammer mit einer Länge von 16 Fuß (ca. 4,8 m) und einer Breite von 8 Fuß (ca. 2,4 m). Es besaß mehrere große Decksteine und dürfte somit als Großdolmen anzusprechen sein. Die Ausrichtung der Kammer ist nicht überliefert. Bestattungsreste oder Grabbeigaben wurden nicht festgestellt.

### Grab 2
Grab 2 besaß ein Hünenbett unbekannter Ausrichtung mit einer Länge von 120 Fuß (ca. 36 m) und einer Breite von 16 Fuß (ca. 4,8 m). Es enthielt „grosse Steinkisten und Decksteine“. Damit dürften wohl mehrere Urdolmen gemeint gewesen sein. Die einzigen Funde waren einige Keramikscherben.

### Grab 3
Grab 3 wurde nicht untersucht. Es ist lediglich im Hintergrund von Zincks Aquarell zu sehen. Es handelte sich offenbar um einen Großdolmen.